# Nicholas Britell
Nicholas Britell (New York, 1980. október 17.) amerikai zeneszerző, zongorista és filmproducer. 2016-ban Oscar-díjra és Golden Globe-díjra jelölték a legjobb eredeti filmzene kategóriában a Holdfény című film kísérőzenéjéért, amelyet Barry Jenkins rendezett. 2018-ban ugyanennek a rendezőnek a Ha a Beale utca mesélni tudna című filmjéhez írt zenét, 2019-ben ezt is jelölték Oscar-díjra. Britell szerezte az Alelnök zenéjét is, a filmet 2019-ben az AMPAS nyolc kategóriában jelölte Oscar-díjra.

## Korai évek
Britell Manhattanben született zsidó család gyermekeként. Ötéves korában hallotta Vangelisnek a Tűzszekerek című filmhez komponált zenéjét és ez annyira magával ragadta, hogy elkezdett zongorázni tanulni. Nyolcévesen már komponált és tízéves korában adta első koncertjét. 14 évesen felvették a  Juilliard School konzervatóriumba, ahol zongora szakon végzett. 1999-ben végzett a Hopkins School középiskolában. Eredetileg előadóművésznek készült, ám félve ennek az életformának a bezártságától, a Harvard Egyetemen pszichológiát kezdett tanulni. Saját elmondása szerint egyik évfolyamtársa tanácsára kezdett el filmzenével foglalkozni. Bár tanulmányait egy évre megszakította, 2003-ban Phi Beta Kappa diplomát szerzett.
Iskolai évei alatt tagja volt egy hiphop együttesnek, ahol billentyűs hangszereken, többek között szintetizátoron játszott.
Britell annak az új zeneszerző generációnak a tagja, akik eklektikus forrásokból merítenek. Zenéjében Rahmanyinov, Gershwin, Philip Glass és Zbigniew Preisner inspirációja, produceri tevékenységében Quincy Jones és Dr. Dre hatása fedezhető fel.

## Pályafutás
2008-ban nagy érdeklődést keltett Forgotten Waltz No. 2 című műve, amit Natalie Portman rövidfilmjéhez, az Eve-hez írt és saját maga adott elő. Folytatva az együttműködést Portmannel ő szerezte a New York, I Love You kísérőzenéjét is. 2011-ben egy multimédiás performanszon Tim Fain hegedűvirtuózt kísérte zongorán. Az előadásról szóló cikkben a Vogue rendkívül elismerően írt Britellről és napjaink egyik legnagyobb zenei tehetségének nevezte.
Britell szerezte a Gimme the Loot című film kísérőzenéjét, amelyet Adam Leon rendezett. A filmet a 2012-es cannes-i fesztiválon is bemutatták az Un certain regard szekcióban, a 2012-es SXSW fesztiválon pedig elnyerte a zsüri nagydíját.
2012-ben a PBS közszolgálati televíziós csatorna megbízásából írt kísérőzenét a Michele Mitchell újságíró rendezte Haiti: Where Did the Money Go? című dokumentumfilmhez, A 2010-es haiti földrengést követően összegyűlt pénzadományok körüli botrányokról szóló filmet több mint ezer alkalommal adta le a csatorna, és több dokumentumfilm fesztiválon is díjat kapott.
Hans Zimmer zeneszerző mellett Britellnek is jelentős szerepe volt az Oscar-díjas 12 év rabszolgaság című film (rendező Steve McQueen) kísérőzenéjének a megalkotásában. Neki köszönhető a film elején elhangzó My Lord Sunshine, továbbá két spirituálé, a Cotton Song és az O Teach Me Lord. Az 1841-ben játszódó film betétdalaihoz Britell korabeli templomi dalokat, afrikai ritmusokat és proto-blues elemeket használt. Mint mondotta, nem szerette volna, ha olyan a hangzásuk, mint egy 20. századi gospelé. A My Lord Sunshine a 2014-es Oscar-díjazáson felkerült a legjobb filmdalok listájára. A Los Angeles Times szerint a My Lord Sunshine „egy munkadal, egy spirituálé, panaszos blues, egy közösség megnyilvánulása – a My Lord Sunshine (Sunrise) mindez együtt és több ennél… Britell alkotása nem olcsó mutatvány, hanem olyan mű, ami jól érzékelteti a korszakot és ügyesen ötvözi a vallásos képzeletvilágot a rabszolgák életének mindennapos horrorjával.”
Britell filmproducerként is dolgozott. Damien Chazelle rendező mellett ő volt a Whiplash című rövidfilm producere, ami a 2013-as Sundance Filmfesztiválon különdíjat kapott. Ezt követően közreműködött a Whiplash egész estés változatának a forgatásán is. A főszerepet Miles Teller és J. K. Simmons játszotta. A film a 2014-es Sundance Filmfesztiválon zsüri- és közönsédíjat kapott, majd három Oscar-díjat nyert.  Britell írta a filmhez a Reaction, a When I Wake és a Two Words című számokat.
Britell szerezte Natalie Portman első rendezői nagyfilmjének, A Tale of Love and Darkness-nek a zenéjét, amelyet a 2015-ös cannes-i fesztiválon is bemutattak.
A Paramount Pictures 2015. decemberében mutatta be  A nagy dobás című filmet. A film kísérőzenéje és az abból készült album is Britell munkája.
2016-ban Gary Ross rendezőnek az amerikai polgárháborúban játszódó Harc a szabadságért   című filmdrámájához írt zenét. A film zenéjét tartalmazó albumot 2016. június 24-én adta ki a Sony Masterworks.
Szintén 2016-ban mutatták be Barry Jenkins  több Oscar-díjjal kitüntetett Holdfény című filmjét, amelyben a főszerepeket Mahershala Ali, Ashton Sanders, Trevante Rhodes, André Holland és Naomie Harris alakítja.  Britell filmzenéjét 2017-ben Golden Globe-díjra és Oscar-díjra is jelölték a legjobb filmzene kategóriában. Anthony Oliver Scott, a New York Times vezető filmkritikusa Britell kísérőzenéjéréről azt írta, hogy „... egyszerre meglepő és tökéletes”.
A Brooklyn Magazine 2016-os filmértékelésében a Holdfény zenéjét az év tíz legjobb zenei pillanata közé sorolta. A kísérőzenét tartalmazó album, ami vinilen is megjelent,  2016-ban az iTunesnál felkerült a 25 legsikeresebb filmzenei album listájára, a Middle of the World című szám pedig a 25 legjobb filmdal közé.
Britell írta a kísérőzenét Adam Leon Trumps című romantikus komédiájához 2016-ban. A 2016-as Torontói Nemzetközi Filmfesztiválon a Netflix megszerezte a film egész világra kiterjedő terjesztési jogát.
Ö komponálta Christina Aguilera kilencedik, 2018-ban kiadott Liberation című stúdióalbumának címadó dalát.

2017-ben A nemek harca című életrajzi drámához írt kísérőzenét.
A 2018-ban bemutatott Ha a Beale utca mesélni tudna című film kísérőzenéje nagy sikert aratott és több filmfesztiválon is a díjra jelöltek között volt.
2012-ben Nocilas Britell Benjamin Millepied francia táncos koreográfussal együtt Londonban megalapította a The Amoveo Company multimédiás vállalatot.  Az Amoveo fontos projektjei között megemlítheő a Naran Ja című rövidfilm, amit az Oscar-díjas Alejandro G. Iñárritu rendezett, a Passage To Dawn című rövidfilm, és a Benjamin Millepied azonos című balettjéről forgatott Hearts and Arrows című rövidfilm. Britell az Amove cég munkatársaival közösen Csajkovszkij balettjének, A diótörőnek egyik részletét felhasználva készített reklámfilmet a Baileys Irish Cream cég számára 2013-ban. A nagy sikerű Baileys Nutcracker (Britell Remix) teljes verzióját a YouTube-on 2019 végéig több mint 3 millióan tekintették meg.
Britell alapító tagja a L.A. Dance Project társulatnak és társelnöke a New York-i Decoda Ensemble-nek.

## Magánélet
Britell házastársa Caitlin Sullivan csellista.

## Filmográfia

### Előadóként
| Év   | Film címe | Rendező         |
| ---- | --------- | --------------- |
| 2008 | Eve       | Natalie Portman |

### Zeneszerzőként
| Év   | Film címe                     | Rendező                                  |
| ---- | ----------------------------- | ---------------------------------------- |
| 2008 | New York, I Love You          | Natalie Portman                          |
| 2012 | Haiti: Where Did the Money Go | Michele Mitchell                         |
| 2012 | Gimme the Loot                | Adam Leon                                |
| 2013 | 12 év rabszolgaság            | Steve McQueen                            |
| 2015 | The Seventh Fire              | Jack Pettibone Riccobono                 |
| 2015 | A Tale of Love and Darkness   | Natalie Portman                          |
| 2015 | A nagy dobás                  | Adam McKay                               |
| 2016 | Harc a szabadságért           | Gary Ross                                |
| 2016 | Holdfény                      | Barry Jenkins                            |
| 2016 | Tramps                        | Adam Leon                                |
| 2017 | A nemek harca                 | Jonathan Dayton és Valerie Faris         |
| 2018 | Utódlás (TV sorozat)          | Jesse Armstrong                          |
| 2018 | Ha a Beale utca mesélni tudna | Barry Jenkins                            |
| 2018 | Alelnök                       | Adam McKay                               |
| 2022 | Andor (TV sorozat)            | Toby Haynes Susanna White Benjamin Caron |

### Producerként
| Év   | Film címe             | Rendező         |
| ---- | --------------------- | --------------- |
| 2013 | Whiplash (rövidfilm)  | Damien Chazelle |
| 2014 | Whiplash (koproducer) | Damien Chazelle |

## Díjak és nevezések
- 2012 The ASCAP Foundation Henry Mancini Music Fellowship[47]
- 2013 ASCAP/Doddle Award for Collaborative Achievement[48]
- 2013 Whiplash – Jury Award for Best US Fiction Short at the Sundance Film Festival[49]
- 2016 A nagy dobás — nevezés, Discovery of the Year at the 2016 World Soundtrack Awards [50]
- 2016 Holdfény — nevezés, Best Original Score at the 2016 Washington DC Area Film Critics Association Awards[51]
- 2016 Holdfény — nevezés, Best Score at the Broadcast Film Critics Association Awards [52]
- 2016 Holdfény — nyertes, Best Original Score – Feature Film at the 2016 Hollywood Music in Media Awards (HMMA) [53]
- 2016 Holdfény — ICP Award 3. hely, Best Original Score or Soundtrack at the Indiewire Critics' Poll [52]
- 2016 Holdfény — nevezés, Best Original Score for a Drama Film at the International Film Music Critics Award (IFMCA) [52]
- 2016 Holdfény — nevezés, Best Score at the Phoenix Critics Circle [52]
- 2016 Holdfény — nevezés, Best Original Score at the San Francisco Film Critics Circle [52]
- 2016 Holdfény — nevezés, Best Score at the St. Louis Film Critics Association, US [52]
- 2017 Holdfény — nevezés, Best Score at the Central Ohio Film Critics Association [52]
- 2017 Holdfény — nevezés, Best Original Score at the Chicago Film Critics Association Awards [52]
- 2017 Holdfény — nevezés, Best Use of Music in a Film at the Chlotrudis Awards [52]
- 2017 Holdfény — nevezés, Best Original Score at the Denver Film Critics Society [52]
- 2017 Holdfény — nevezés, Best Score at the Florida Film Critics Circle Awards [52]
- 2017 Holdfény — nevezés, Best Original Score at the Georgia Film Critics Association [52]
- 2017 Holdfény — nevezés, Best Original Score at the Houston Film Critics Society Awards [52]
- 2017 Holdfény — IFC Award 3. hely, Best Original Score at the Iowa Film Critics Awards[52]
- 2017 Holdfény — nevezés, Best Music, Original Score at the Seattle Film Critics Awards [52]
- 2017 Holdfény — nevezés, Best Score at the 2017 Critic's Choice Awards [54]
- 2017 Holdfény — nevezés, Best Original Score – Motion Picture at the 2017 Golden Globe Awards [55]
- 2017 Holdfény — nyertes, Outstanding Score – Black Reel Awards[52]
- 2017 Holdfény — nevezés, Best Original Score – 89. Oscar-gála [52]
- 2019 Ha a Beale utca beszélni tudna — nevezés, Best Original Score – 91. Oscar-gála[56]
- 2019 Succession — nyertes, Outstanding Original Main Title Theme Music – 71st Primetime Creative Arts Emmy Awards

## Fordítás
- Ez a szócikk részben vagy egészben  a   Nicholas Britell című angol Wikipédia-szócikk ezen változatának fordításán alapul.  Az eredeti cikk szerkesztőit annak laptörténete sorolja fel. Ez a jelzés csupán a megfogalmazás eredetét és a szerzői jogokat jelzi, nem szolgál a cikkben szereplő információk forrásmegjelöléseként.